# Tidabius aberrans
Tidabius aberrans är en mångfotingart som beskrevs av Chamberlin 1929. Tidabius aberrans ingår i släktet Tidabius och familjen stenkrypare. Inga underarter finns listade i Catalogue of Life.